# Kuban (Gulkévitxi)
Kuban - Кубань (rus) és un possiólok, un poble, del krai de Krasnodar, a Rússia. Es troba a 22 km a l'oest de Gulkévitxi i a 135 km a l'est de Krasnodar, la capital. Pertanyen a aquest municipi els possiolki de Dalni, Mirni, Novoivànovski, Podlesni, Sovetski, Trudovoi i Urojaini.